# Wilhelmus Brouwers
Wilhelmus „Wil“ Brouwers (* 16. Januar 1949 in Deurne (Noord-Brabant)) ist ein ehemaliger niederländischer Radrennfahrer und nationaler Meister im Radsport.

## Sportliche Laufbahn
Brouwers war im Querfeldeinrennen (heutige Bezeichnung Cyclosport) aktiv.  
1976 gewann er den nationalen Titel im Querfeldeinrennen vor Gerrit Scheffer. Vize-Meister wurde er 1977 hinter Hennie Stamsnijder. 1974, 1975, 1978 und 1980 wurde er Dritter der Meisterschaft.
Siebenmal startete er bei den UCI-Cyclocross-Weltmeisterschaften. 1974 wurde er 39., 1975 11., 1976 9., 1977 24., 1979 25. im Weltmeisterschaftsrennen der Amateure. Bei den Profis kam er 1981 auf den 15. Platz und 1984 auf den 17. Rang.